# Zoya Popovic
Zoya Popovic é uma engenheira americana, e professora distinta na Universidade do Colorado, que atualmente leciona a cadeira Hudson Moore Jr. É também membro eleita do Instituto de Engenheiros Eletrotécnicos e Eletrónicos.